# Comuna Bătarci, Satu Mare
Bătarci (în maghiară: Batarcs în germană: Batartsch) este o comună în județul Satu Mare, Transilvania, România, formată din satele Bătarci (reședința), Comlăușa, Șirlău și Tămășeni.

## Demografie
Componența etnică a comunei Bătarci
     Români (86,79%)
     Maghiari (9,16%)
     Alte etnii (0,08%)
     Necunoscută (3,96%)
Componența confesională a comunei Bătarci
     Ortodocși (84,25%)
     Reformați (8,78%)
     Penticostali (1,61%)
     Alte religii (1,3%)
     Necunoscută (4,07%)
Conform recensământului efectuat în 2021, populația comunei Bătarci se ridică la 3.612 locuitori, în scădere față de recensământul anterior din 2011, când fuseseră înregistrați 3.707 locuitori. Majoritatea locuitorilor sunt români (86,79%), cu o minoritate de maghiari (9,16%), iar pentru 3,96% nu se cunoaște apartenența etnică. Din punct de vedere confesional, majoritatea locuitorilor sunt ortodocși (84,25%), cu minorități de reformați (8,78%) și penticostali (1,61%), iar pentru 4,07% nu se cunoaște apartenența confesională.

## Politică și administrație
Comuna Bătarci este administrată de un primar și un consiliu local compus din 13 consilieri. Primarul, Vasile Adrian Toma[*], de la Partidul Național Liberal, este în funcție din 2012. Începând cu alegerile locale din 2024, consiliul local are următoarea componență pe partide politice:
|  | Partid                                 | Consilieri | Componența Consiliului | Componența Consiliului | Componența Consiliului | Componența Consiliului | Componența Consiliului |
|  | -------------------------------------- | ---------- | ---------------------- | ---------------------- | ---------------------- | ---------------------- | ---------------------- |
|  | Partidul Național Liberal              | 5          |                        |                        |                        |                        |                        |
|  | Partidul Social Democrat               | 4          |                        |                        |                        |                        |                        |
|  | Uniunea Democrată Maghiară din România | 2          |                        |                        |                        |                        |                        |
|  | Alianța pentru Unirea Românilor        | 1          |                        |                        |                        |                        |                        |
|  | Forța Dreptei                          | 1          |                        |                        |                        |                        |                        |